# Darabani
Darabani este un oraș în județul Botoșani, Moldova, România, format din localitatea componentă Darabani (reședința) și din satele Bajura, Eșanca și Lișmănița.
. Se află în apropiere de frontiera triplǎ Moldova-România-Ucraina (nord). Este cel mai nordic oraș al României și are o populație de 11.948 de locuitori (2021)

## Geografie
Orașul Darabani este situat în nordul județului Botoșani, cel mai nordic oraș din România, în apropierea orașului se află localitatea Horodiștea, extremitatea nordică a țării (48°15’06”N si 26°42’05”E).
Orașul este așezat pe rama înaltă, nordică, a câmpiei Moldovei, într-o zonă deluroasă, cu interfluvii colinare, deluroase sub formă de mici platouri joase, între 125 metri (șesul râului Prut) și 264 metri (dealul Buleandra). Relieful natural a fost modificat în sudul orașului prin terasare.
Teritoriul orașului are o formă alungită orientată pe direcția NV-SE. Principalele ape ce străbat teritoriul orașului sunt râul Prut și râul Podriga cu afluenții lor. Vegetația este caracteristică zonei de deal. Solurile predominante sunt reprezentate de cernoziomuri cambice.

### Hidrografie
Principalele ape de pe teritoriul localității sunt:
- râul Prut, pe cursul căruia este stabilită granița cu Ucraina
- pârâul Podriga, care izvorăște din locul numit „Budăiul Fundoaiei” din apropierea Bajurei și care formează în apropierea Darabaniului cele două iazuri Bălășescu, amenajate pentru piscicultură
- pârâul cu mai multe denumiri[necesită citare] – Buleandra, Eșanca, Iepărie, Seliștea care izvorăște din pădurea Buleandra și se varsă în pârâul Podriga
- iazul „La Căpitanul” de la Bajura
- iazul „La Gheorghiu” de la Bajura.

Pânzele de apă subterane și cele freatice propriu–zise se găsesc la o adâncime medie de 8–12 m, care scade spre fundul văilor, unde izvoarele sunt la suprafața solului. Există câteva izvoare cu apă rece, deosebit de bună de băut în mai multe locuri ale orașului și în cartierele și satele aparținătoare Darabaniului,cum ar fi "Sipotul" din Bajura.

### Climă
Clima este temperat–continentală, caracteristică zonei exterioare Munților Carpați.
Dinamica atmosferei în zona orașului Darabani se caracterizează printr–o dominare a maselor de aer de la nord–vest, de origine maritimă, răcoroase și umede pentru primăvară și început de vară, de aer cald–tropical, vara și rece–polar, iarna. Temperatura medie anuală este de 8,4 grade C, cu o amplitudine medie anuală de 25,2 grade C, iar precipitațiile anuale au valori de 500 mm, în timp ce media anuală a zilelor cu zăpadă este de 37,7 zile. Vânturile dominante, bat din direcția nord–vest spre sud–est; iarna bate crivățul dinspre est, un vânt local ce aduce ger și viscolește zăpada, troienind-o.

### Floră
Vegetația teritoriului localității Darabani este împărțită în două zone: una cu pădure de foioase și alta de silvostepă, mult transformate din cauza activității omului. Pădurile conțin diverși arbori cum ar fi stejar (Quercus robur), carpen (Carpinus betulus), tei, frasin (Fraxinus excelsior L.), arțar, cireș (Prunus avium), plop.
Cea mai mare parte a teritoriului este formată din pământ arabil, destinat agriculturii, cu soluri fertile (cernoziomuri cambice), unde se cultivă porumb, cartofi, sfecla de zahăr, grâu etc. Există și terenuri acoperite cu pășuni și fânețe.

### Faună
Fauna este bogată atât în zona împădurită, cât și în zonele agricole și în cea acvatică.

### Resurse naturale

Dărăbani pe harta toponimică a Hudeștiului

În raza satului Bajura se găsește, la mare adâncime, nisip cuarțos (silicos), îmbibat cu apă. Stratul de nisip ocupă o suprafață de circa 40 km pătrați, în grosime de 3–17 m, care poate fi exploatat prin metoda „aer – lift”.
La Podriga (2 km sud–vest de Darabani) forajele au întâlnit gaz metan sub presiune, provenit din descompunerea unor substanțe organice.
În apropierea orașului există zăcăminte importante de nisip alb (în zona Hudești) și de gips (în zona Ivancăuți), ambele de mare importantă economică, însă neexploatate la adevăratul lor potențial. Astfel, exploatarea de la Hudești funcționează la numai 10% din capacitate, deși nisipul de acolo are o puritate de 99,8%, care îl situează pe primul loc în Europa la capitolul calitate. Zăcământul de gips de la Ivancăuți este estimat a fi primul ca mărime din România și al patrulea într-un top similar la nivel european.

### Orașe învecinate
- Dorohoi (35,1 km SV)
- Botoșani (59 km S)
- Săveni (43 km SE)

## Istorie
Prima atestare documentară a localității (numită atunci Căbiceni) datează din 1546, într-un act de danie semnat de către domnitorul Petru Rareș. Localitatea este numită pentru prima oară Darabani într-o hartă din 1725, ca apoi să fie amintitǎ în celebra “Catagrafia Moldovei” din 1774.

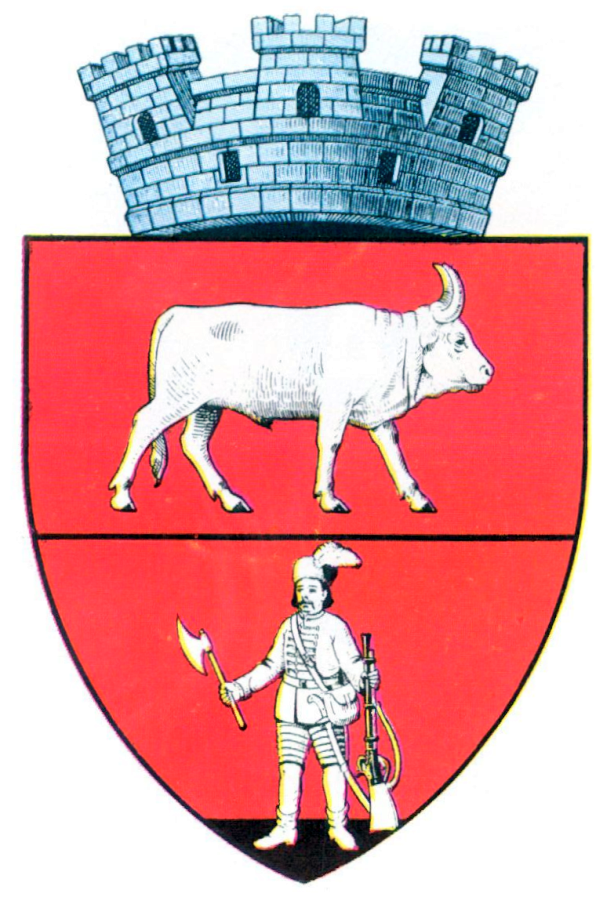
Stema interbelică

În 1834, hatmanul și marele logofăt Theodor Balș, proprietarul moșiei Darabani, își inaugurează aici conacul cu douăzeci și patru de încăperi, edificiu dominat de stilul arhitectonic grecesc. Actul de întemeiere a târgului Darabani este emis, la cererea lui Balș, în 1837 și poartă pecetea domnitorului Mihail Sturdza.
Între 1834 și 1840 se construiește biserica Sfântul Nicolae, ctitoria hatmanului Balș. În 1841 se înființează la Darabani prima școală sătească de stat din Moldova și se folosește prima ștampilă cu inscripția “Târgul Darabani”. 
În urma unei înțelegeri între proprietarul moșiei și locuitorii evrei ai târgului, prin care populația minoritară a fost favorizată economic, începe un puternic exod către târgul Darabani dinspre ținuturile basarabene. În acest fel, populația evreiască crește numeric exploziv până prin anii 1870, contribuind decisiv la dezvoltarea comerțului și economiei locale.
În 1865 se dau în folosință publică primul post telegrafic și prima șosea pietruită. Spitalul târgului se inaugurează în 1895, prima farmacie în 1901, judecătoria în 1912, iar Ateneul cultural și biblioteca publică în 1924. Din 1872 stăpâna moșiei este Smaranda, fiica marelui logofăt Balș, care o administrează împreună cu soțul său grec George Cimara până în 1885.
1957 este anul de debut al învățământului liceal din Darabani, iar în 1968, în urma reformei teritoriale, localitatea devine oficial oraș.

## Etimologie
Inițial localitatea s-a numit Căbiceni iar denumirea actuală a căpătat-o ("în urmă dupre numele stării sociale a locuitorilor, cari aparțineau la căpitenia locală a corpului Darabanilor"). Această numire se deduce, după unii de la nemțescul Trabani ce înseamnă pedestrași, dupa alții de la turcescul DER-BAN, adică păzitor de poartă. Darabanii constituiau un corp de armată pedestru și permanent. Din acest corp de armată se luau străjile la curtea Domnului.

## Demografie
Componența etnică a orașului Darabani
     Români (89,35%)
     Alte etnii (0,23%)
     Necunoscută (10,41%)
Componența confesională a orașului Darabani
     Ortodocși (86,22%)
     Adventiști (1,66%)
     Penticostali (1,37%)
     Alte religii (0,17%)
     Necunoscută (10,58%)
Conform recensământului efectuat în 2021, populația orașului Darabani se ridică la 11.948 de locuitori, în creștere față de recensământul anterior din 2011, când fuseseră înregistrați 9.893 de locuitori. Majoritatea locuitorilor sunt români (89,35%), iar pentru 10,41% nu se cunoaște apartenența etnică. Din punct de vedere confesional, majoritatea locuitorilor sunt ortodocși (86,22%), cu minorități de adventiști (1,66%) și penticostali (1,37%), iar pentru 10,58% nu se cunoaște apartenența confesională.

### Evoluție istorică
În anul 2002 populația orașului era de 11.646 locuitori dintre care 5782 de sex masculin și 5864 feminin.
În 1774 la Darabani locuiau 90 de familii, conform scrierilor vremii. Recensământul din 1845 consemnează la Darabani numărul de 1120 de locuitori, iar cel din 1860 plasează târgul pe locul al 34-lea în topul celor mai locuite localități urbane din Moldova, cu 1641 locuitori.
|  | Graficele sunt indisponibile din cauza unor probleme tehnice. Mai multe informații se găsesc la Phabricator și la wiki-ul MediaWiki. |

Date: Recensăminte sau birourile de statistică - grafică realizată de Wikipedia

## Administrație
Orașul Darabani este administrat de un primar și un consiliu local compus din 17 consilieri. Primarul, Mihai-Alin Gîrbaci[*], de la Partidul Național Liberal, este în funcție din octombrie 2020. Începând cu alegerile locale din 2024, consiliul local are următoarea componență pe partide politice:
|  | Partid                    | Consilieri | Componența Consiliului | Componența Consiliului | Componența Consiliului | Componența Consiliului | Componența Consiliului | Componența Consiliului | Componența Consiliului | Componența Consiliului | Componența Consiliului | Componența Consiliului | Componența Consiliului | Componența Consiliului | Componența Consiliului |
|  | ------------------------- | ---------- | ---------------------- | ---------------------- | ---------------------- | ---------------------- | ---------------------- | ---------------------- | ---------------------- | ---------------------- | ---------------------- | ---------------------- | ---------------------- | ---------------------- | ---------------------- |
|  | Partidul Național Liberal | 13         |                        |                        |                        |                        |                        |                        |                        |                        |                        |                        |                        |                        |                        |
|  | Partidul Social Democrat  | 4          |                        |                        |                        |                        |                        |                        |                        |                        |                        |                        |                        |                        |                        |

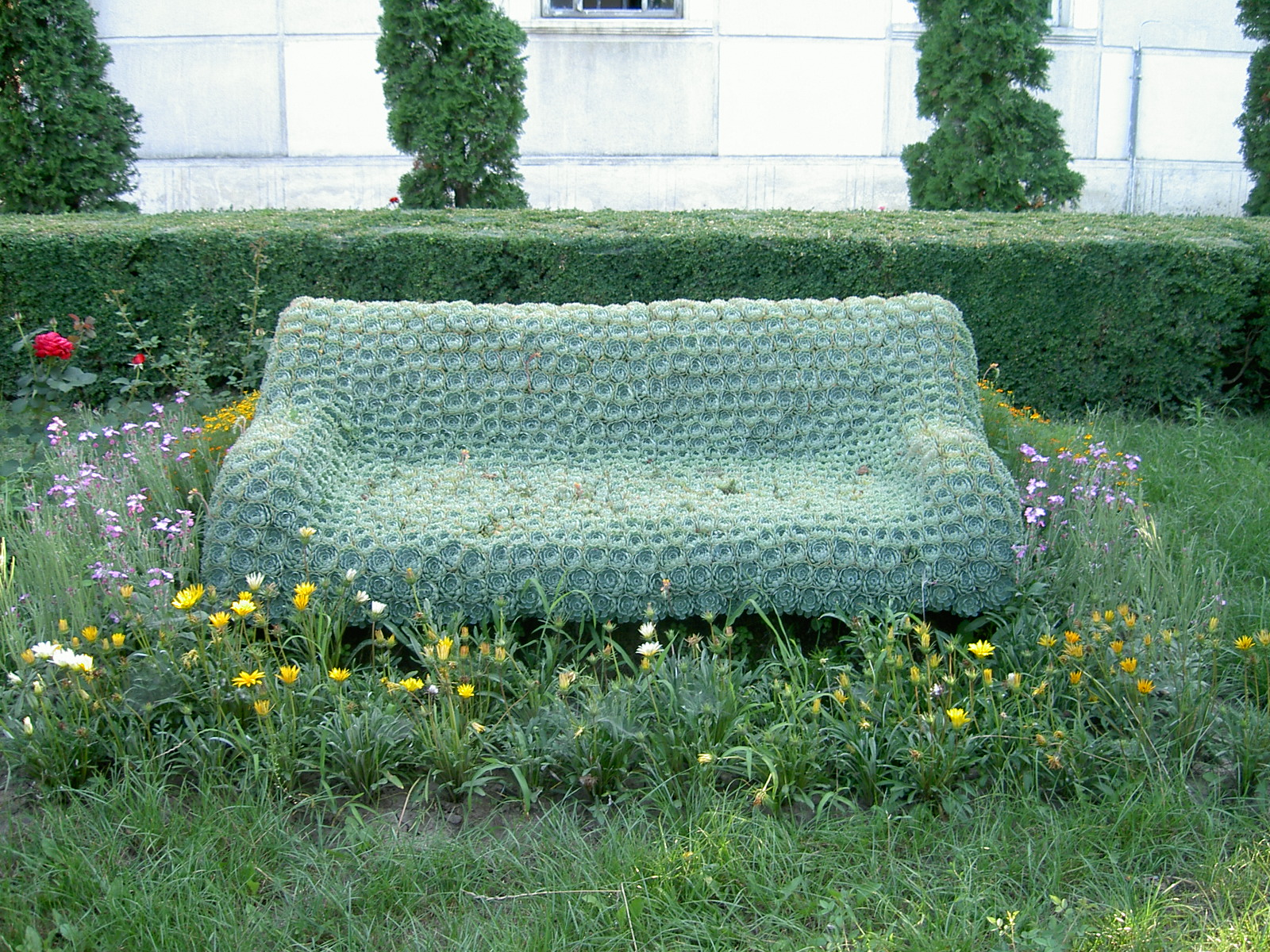
Bancă ornamentală lângă clădirea primăriei

Orașul are în componență cartierele Bombeni, Cornești, Lucovița, Mărgineni, Suseni, Teioasa și satele Bajura, Eșanca și Lișmănița. Suprafața orașului este de 3,2 km².

## Economie
Majoritatea populației este ocupată în agricultură. În localitate există însă și mai multe facilități de producție: câteva centre de prelucrare a cărnii și a laptelui, o fabrică de încălțăminte. Ponderea serviciilor a crescut și ea în ultimii ani, odată cu dezvoltarea comunității economice locale.

## Transporturi și comunicații
Artera principală de circulație în Darabani este drumul național 29A, care străbate orașul dinspre Dorohoi spre Rădăuți-Prut. Numai 5% din lungimea totală a drumurilor din interiorul localității este asfaltată.

## Obiective turistice

### În Darabani

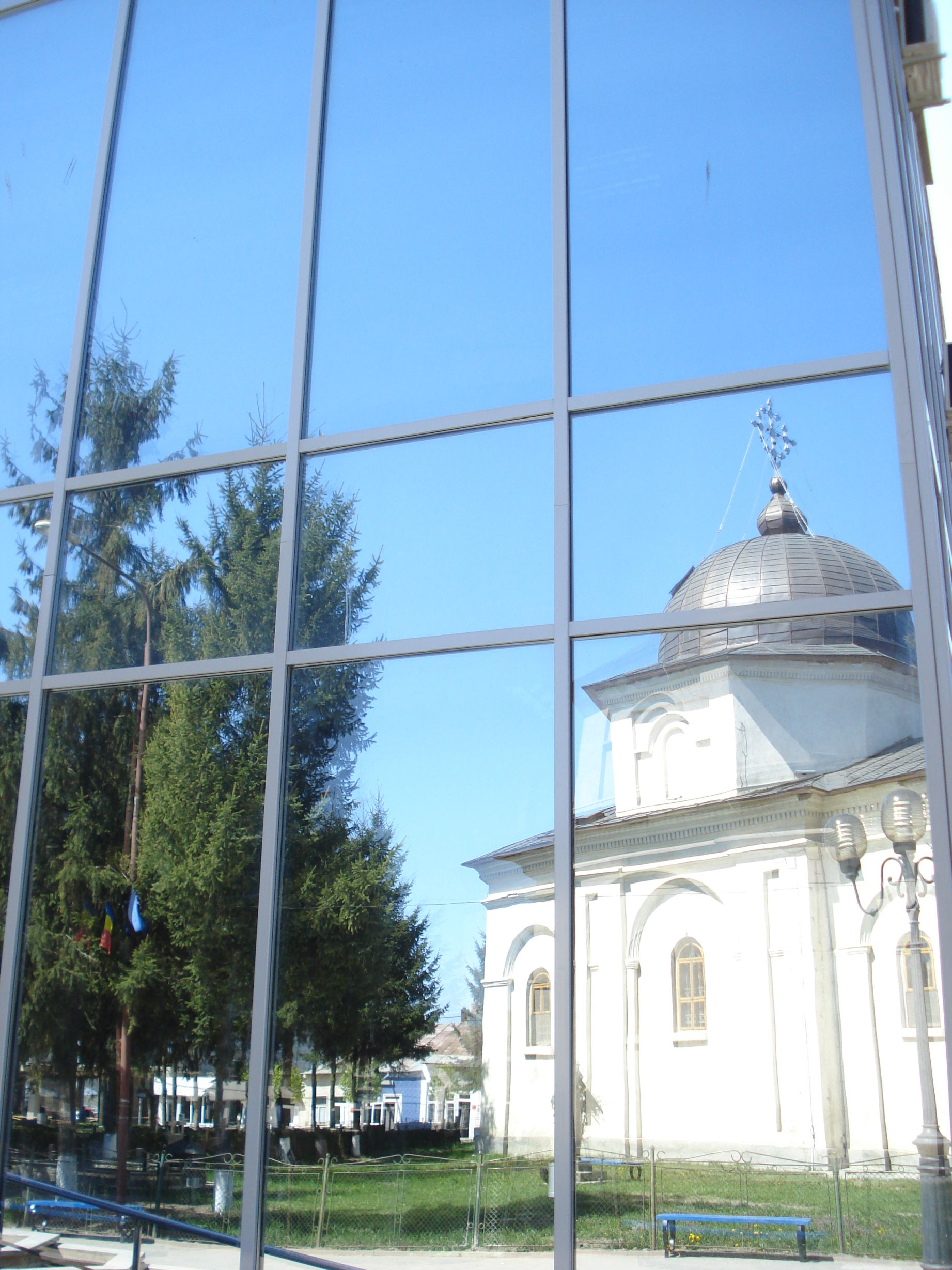
Biserica „Sfântul Nicolae”, oglindită într-o construcție nouă din oraș

- Biserica Sfântul Nicolae, ctitorită între 1834 și 1840 de către Theodor Balș, marele logofăt al Moldovei. O monografie a Darabaniului, publicată în anii 1930, susține că vechea biserică din centrul orașului ar fi fost realizată după planurile uneia dintre cele mai mari biserici ale creștinătății, Sfânta Sofia din Constantinopol (actualmente Istanbul)[necesită citare].

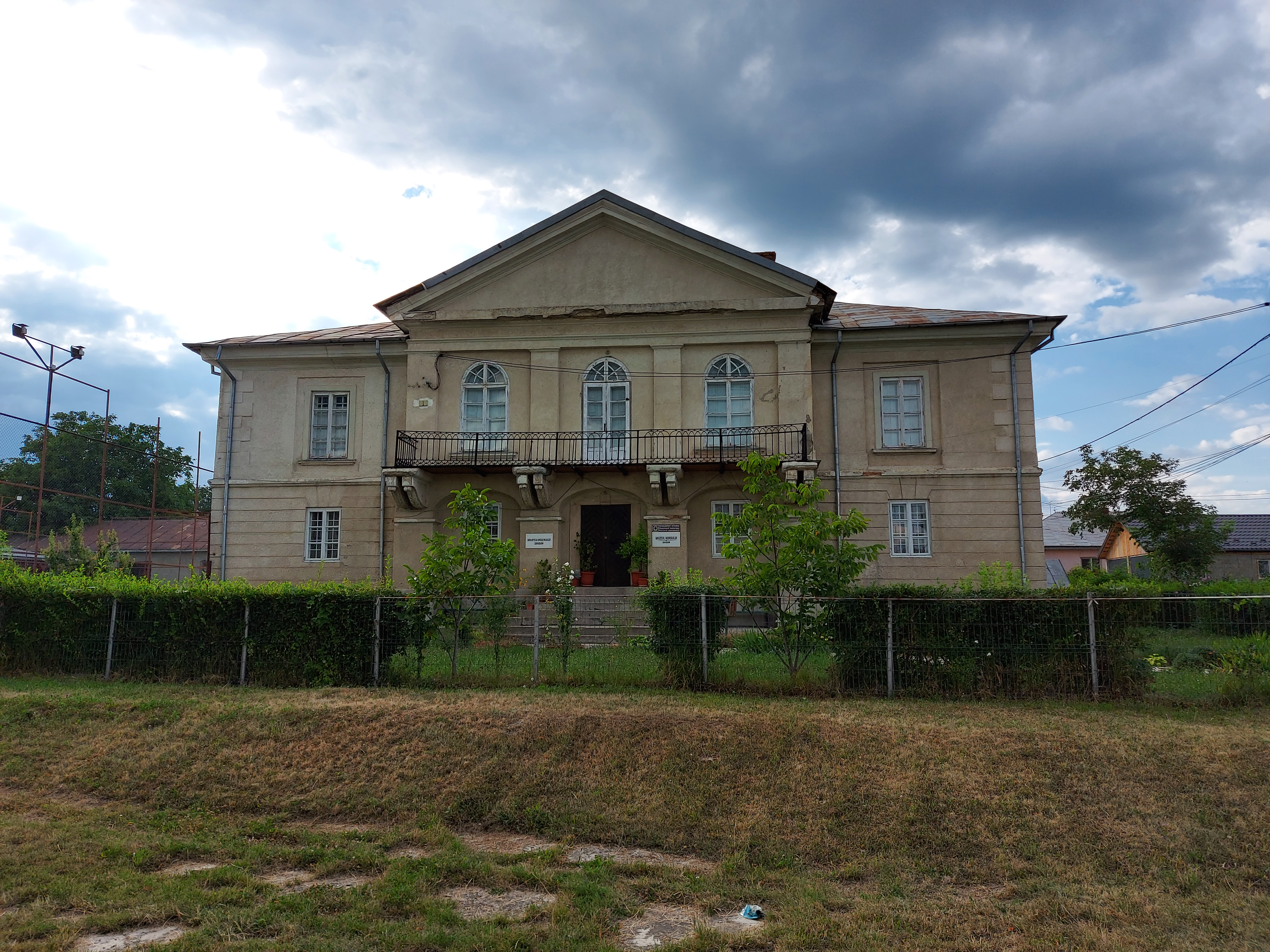
Conacul Theodor Balș

- Conacul Theodor Balș, astăzi sediul Bibliotecii Orășenești și al Muzeului Nordului, a fost construit în secolul XIX, la ctitorirea târgului modern al Darabanilor.
- Muzeul Nordului, amenajat la etajul conacului Theodor Balș din localitate, în jurul unei impresionante colecții de istorie și etnografie locală aparținând colecționarului Dumitru Haha.
- Muzeul Acad. Leon Dănăilă, amplasat în casa părintească a academicianului. Muzeul recompune, în patru încăperi, cele mai importante aspecte ale vieții și operei lui Leon Dănăilă.
- Cimitirele evreiești, date în folosință în secolul al XIX-lea (1838, respectiv 1883).
- Poiana celor Patru Stejari, sădiți, conform legendei, de Ștefan cel Mare în timp ce se întorcea în țară după bătălia de la Lipnik.
- Lunca Prutului

### În apropiere
- Casa Sfântului Ioan Iacob Hozevitul, din Horodiștea (aprox. 14 km depărtare), amenajată ca și casă memorială.
- Mănăstirea Sfânta Treime de la Eșanca.
- Casa Memorială Ion Pillat de la Miorcani, unde familia poetului deținea o moșie.
- Expoziția Memorială Dimitrie Brândză de la Viișoara, unde familia omului de știință deținea o moșie.
- Casa Memorială George Enescu de la Liveni, locul de naștere al compozitorului

## Evenimente culturale
- Zilele Orașului Darabani, eveniment desfășurat între aniversarea înființării târgului Darabani (21 iunie) și sărbătoarea Sânzienelor (24 iunie);
- Festivalul Datinilor și Tradițiilor de Iarnă, desfășurat înaintea Crăciunului;
- Concertul de Iarnă de la Darabani, recital caritabil de muzică clasică. Fondurile strânse la eveniment sunt integral donate pentru sprijinirea unor cauze sociale sau culturale din regiune.
- Zilele Nordului, festival de muzică, arte și călătorii, desfășurat în luna august cu artiști din România, Basarabia și Bucovina de Nord în concerte de muzică rock și muzică populară, expoziții de pictură și fotografie, spectacole de teatru și lansări de carte, dezbateri, conferințe și ateliere creative pentru tineri.
- Festivalul de muzică populară „Dan Decebal Chitic”

## Personalități

### Personalități născute în Darabani
- Gheorghe Cliveti (n. 1952), istoric, profesor la Universitatea Al. I. Cuza din Iași, autor a numeroase lucrări din domeniul istoriei.
- Leon Dănăilă (n. 1933), neurochirurg, membru al Academiei Române din 2004. Este, de asemenea, membru al Academiei de Științe Medicale din 1992.
- Dorin Dobrincu (n. 1972), istoric, cercetător științific la Institutul A.D. Xenopol din Iași.
- Iancu Duzinschi (1889-1988), învățător. A făcut parte din primul Parlament al României, din partea grupării politice naționalist-democrată condusă de Nicolae Iorga.
- Herman Focșăneanu (1888-1931), avocat, Președintele Baroului București.
- Gheorghe Moroșanu (n. 1950), matematician, profesor la Universitatea "Babeș-Bolyai" din Cluj-Napoca, după ce a deținut poziții la Universitatea Central Europeană, Universitatea din Stuttgart și Universitatea „Alexandru Ioan Cuza” din Iași.
- Corneliu Popel (1950-1979), poet. A fost unul dintre poeții importanți ai generației sale. A publicat patru volume apreciate în critica de specialitate.
- Ana Maria Dragut (n. 1990), handbalistă;
- Mihaela Păcurar (n. 1955), decorator, pictor.
- Gheorghe Bunduc (n.1943), senator
- Marieta Ilcu (n. 1962), atletă.

### Personalități care au locuit în Darabani
- Theodor Balș (1790 – 1867), hatman și mare logofăt al Moldovei în vremea domniei lui Mihail Sturdza. Este întemeietorul târgului Darabani, ctitorul Bisericii Sf. Nicolae și al conacului din localitate, precum și al primei școli sătești de stat din Moldova, tot la Darabani.
- Remus Bălănescu (1883–1938), avocat, deputat și senator. S-a născut în fostul județ Dorohoi, dar s-a stabilit la Darabani după terminarea facultății. A fost primar al orașului Darabani în mai multe mandate, prima oară fiind ales în această funcție în 1911.
- Partenie Ciopron (1896-1980), ultimul Episcop Militar al Armatei Române, deținut politic în regimul comunist, înmormântat la Mănăstirea Văratec. Este născut la Păltiniș, în apropierea Darabaniului și a făcut liceul la Darabani.
- Ilie Gârneață (1898-1973), avocat. A fost unul dintre cei 5 fondatori ai mișcării legionare, alături de Corneliu Zelea-Codreanu. S-a născut la Iași, dar și-a petrecut întreaga copilărie la Darabani, de unde se trăgea familia sa.
- Gică Manole (n. 1953), istoric și eseist român. S-a născut în localitatea Tătărășeni și a făcut liceul la Darabani.
- Lucian Valea (1924-1992), scriitor și publicist român, născut în județul Bistrița. A locuit la Darabani vreme de 5 ani și a dezvoltat ample activități culturale aici vreme de trei decenii, în timpul surghiunului său comunist.